# Ichneumon somniatus
Ichneumon somniatus là một loài tò vò trong họ Ichneumonidae.